# 2009年阿舒拉节示威
2009年阿舒拉节示威，是2009年12月26日～27日期間一系列发生在伊朗的反政府示威。
事件的源头是12月21日政治人物蒙塔泽里葬礼上哀悼者与伊朗安全部队之间的冲突。阿舒拉节当天，伊朗警察向正在游行的人群开枪，激起大量绿色行动(Iranian Green Movement)的支持者上街抗议。
示威引致数人遇难，當地電視台指反對派主要領袖米爾-侯賽因·穆薩維的侄兒也遭警方擊斃，但遺體卻下落不明。
事件被公認為2009年6月伊朗綠色革命的延續，為不公平的選舉結果而抱打不平，爭取民主。
英國、法國和德國也有伊朗僑民在大使館外遊行靜坐，抗議安全部隊鎮壓示威、拘捕、殘殺人民。

## 外部連結
香港政府新聞網
- 外遊警示制度今日起生效（页面存档备份，存于） 2009年10月20日
- 香港對伊朗發出黃色旅遊警示（页面存档备份，存于） 2009月12月28日